# Unie českých spisovatelů

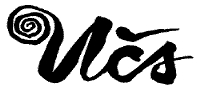
Logo UČS

Unie českých spisovatelů je profesní organizace sdružující především levicové spisovatele, literární vědce, kritiky, novináře a výtvarné umělce. Byla založena v roce 2001. Je organizátorem řady besed a konferencí. Vydávala přílohu Haló novin, týdeník Obrys-Kmen a poté, co byl Danielem Strožem v dubnu 2014 název Obrys-Kmen stažen, vycházel její list provizorně pod názvem Týdeník pro literaturu a kulturu (2 čísla) a od 7. května 2014 vychází jako Literatura-Umění-Kultura.
Autoři z řad členů Unie českých spisovatelů vydali několik sborníků: Na druhém břehu (Orego, 2002), Psáno do budoucna (BMSS-START, 2005; sponzoroval Daniel Strož) a almanach Nibiru, Znovu po konci světa (pořadatelka Ivana Blahutová; Balt-East, 2013).
Od roku 2006 uděluje Cenu Unie českých spisovatelů, založenou Danielem Strožem.
Dlouholetým předsedou Unie českých spisovatelů byl Karel Sýs. Od roku 2024 je předsedou Petr Žantovský.